# Natalia Vetrova
Pour les articles homonymes, voir Vetrova.
Natalia Vetrova (en russe : Наталья Ветрова) est une ancienne joueuse de volley-ball russe née le 30 mai 1984. Elle mesure 1,82 m et jouait au poste de passeuse.

## Clubs
| Club                      | De        | À         |
| ------------------------- | --------- | --------- |
| Dontchanka Novotcherkassk | 2000-2001 | 2004-2005 |
| Stinol Lipetsk            | 2005-2006 | 2007-2008 |
| Indesit Lipetsk           | 2008-2009 | 2011-2012 |